# A flood of circle (2018年のアルバム)
『a flood of circle』（ア・フラッド・オブ・サークル）は、a flood of circle8枚目のアルバム。

## 概要
前作『NEW TRIBE』に引き続き、エンジニアをザビエル・スティーブンソンが担当。
「ミッドナイト・クローラー」は田淵智也(UNISON SQUARE GARDEN)がプロデュースを担当。詞曲も佐々木亮介との共作となっている。
レコーディングには、翌年2月にメンバーとして正式加入するアオキテツがギターで参加。
「Rising」はドラムの渡邉一丘が作詞作曲を担当。
アルバムのジャケットはリリース直前まで伏せられていたが、2月17日にSHIBUYA TSUTAYA O-EASTで開催された「A FLOOD OF CIRCUS 2018」のアンコールで、アオキテツのメンバー加入が発表された直後、4人で写ったジャケットが解禁された。当初、4月7日の渋谷CLUB QUATTROはNew Album "a flood of circle" Release Special Partyとされていたが、アオキの加入を受け、-アオキテツ正式加入式典- が追加された。
「ミッドナイト・クローラー」のMVには俳優の菅原健が出演。

## 収録曲
1. Blood & Bones [3:40]
作詞・作曲：佐々木亮介
2. ミッドナイト・クローラー [4:06]
作詞・作曲：佐々木亮介、田淵智也(UNISON SQUARE GARDEN)
3. Leo [4:17]
作詞・作曲：佐々木亮介
4. One Way Blues [3:56]
作詞・作曲：佐々木亮介
5. Summer Soda [4:17]
作詞・作曲：佐々木亮介
6. 再生 [4:45]
作詞・作曲：佐々木亮介
7. Lightning [4:09]
作詞・作曲：佐々木亮介
8. Where Is My Freedom [3:53]
作詞・作曲：佐々木亮介
9. Rising [3:01]
作詞・作曲：渡邊一丘
10. Wink Song [3:41]
作詞・作曲：佐々木亮介

### 初回盤特典DVD
AFOC x Shelter presents"ROCK'N'ROLL NEW SCHOOL <'17-'18 Count Down Party!!!>”ライブ映像
1. GO
2. 泥水のメロディー
3. Rex Girl
4. Sweet Home Battle Field
5. AFOC Medley
6. Party!!!
7. Rock'N'Roll New School
8. Wolf Gang La La La
9. 博士の異常な愛情
10. シーガル

## 参加ミュージシャン

### CD
a flood of circle
- 佐々木亮介：Vocal & Guitar
- HISAYO：Bass
- 渡邊一丘：Drams
- アオキテツ：Guitar

Additional Musician
- 田淵智也(UNISON SQUARE GARDEN)：Chorus (#2)

## プロデューサー
- 田淵智也(UNISON SQUARE GARDEN)
  - 「ミッドナイト・クローラー」をプロデュース[1]。

## レコーディング・エンジニア
- ザビエル・スティーブンソン